# Koreaanse Jonge Pioniers

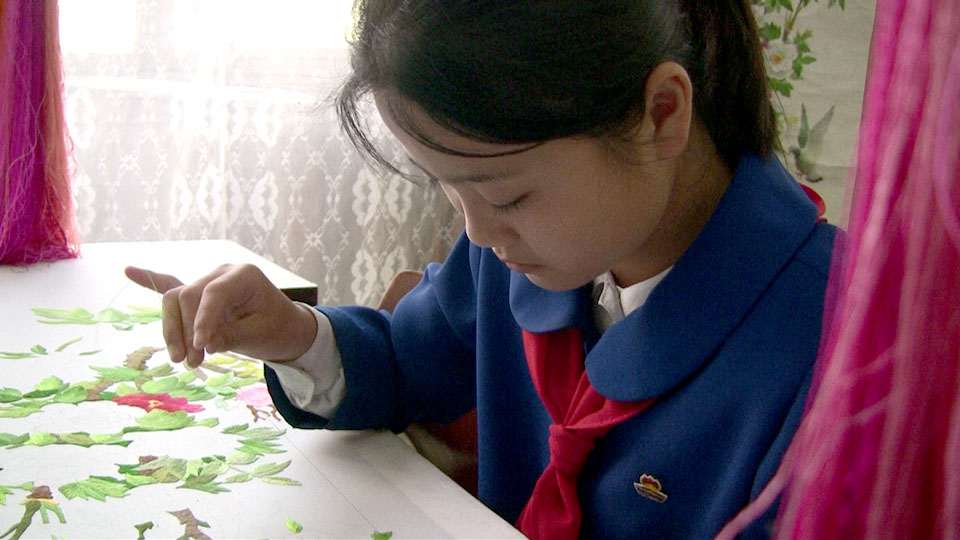
Een kleine meisje in het uniform van het Jonge Pioniers Corps

Het Jonge Pioniers Corps (Koreaans: 조선소년단) is een massaorganisatie in de Democratische Volksrepubliek Korea (Noord-Korea) bedoeld voor kinderen in de leeftijd van 9 tot 15 jaar oud. De organisatie is verantwoordelijk voor de ideologische indoctrinatie van kinderen en heeft afdelingen en cellen door het hele land en is vooral actief op lagere- en middelbare scholen. Nieuwe leden worden gewoonlijk gepresenteerd op nationale feestdagen. Jongeren die de leeftijd van vijftien jaar hebben bereikt, is het mogelijk om zich aan te sluiten bij de Kimilsungistische-Kimjongilistische Jeugdliga.
Deel van de politieke indoctrinatie vormt het onderwijs in de Juche en Songun, maar ook kennis van de levens van de leiders van Noord-Korea: Kim Il-sung, Kim Jong-il en Kim Jong-un.
De leiding van het Jonge Pioniers Corps organiseert onder meer jeugdkampen in de natuur. Ontspanning wordt hier gecombineerd met indoctrinatie.
Het Jonge Pioniers Corps is aangesloten bij de Pioniersbeweging, een internationale organisatie waarbij voornamelijk communistische kinderorganisaties zijn aangesloten.